# Atiek CB
Atiek Prasetyawati (nacida en Kediri, Java Oriental, el 25 de mayo de 1963), más conocida como CB Atiek. Es una cantante popular indonesia, exitosa en la década de los años 80. Su carrera como cantante se inició cuando se hizo conocer con temas musicales sus como: Suka-Suka, los optimistas, Boy's up, bridas, Risau, Hate Yourself y flotante. Además Atiek CB, se ha unido al grupo vocal Rumpies, que popularizó con el tema musical, "Nurlela". En la CB 90 de Atiek atravesó ciertas controversias, cuando en la portada de su álbum mostraba la imagen comunista como el hoces y el martillo. Atiek CB es la exesposa del cantante Ronny Sianturi, uno de los integrantes del grupo musical Trio Libels. Atiek actualmente reside en los Estados Unidos, con su segundo marido y sus hijos.

## Discografía

### Solo
- Nusantaraku - 1981
- Nusantara 2 - 1981
- Nusantara 7 - 1982
- Ilusi Pagi - 1983
- Biarkan Aku Merindu
- Optimis
- Transisi - 1984
- Akh! - 1985
- Antara Anyer Dan Jakarta -1986
- Di Sudut Kemegahan Hidupnya - 1986
- Bersuka Cita - 1987
- Dia - 1990
- Kekang - 1991
- Aku
- Johnny Oh Johnny
- Maafkan - 1991
- Setelah Kusadar - 1992
- Berhentilah - 1992
- Magis
- Kau Dimana
- Benci Sendiri
- Terapung
- Meditasi - 1997
- Aku Jadi Aku

### Junto a Rumpies
- Nurlela - 1989
- Nurlela Tabahkan Hatimu
- Aku Rindu Suasana Jatuh Cinta
- Pacarku

### Bersama 7 Bintang
- Jalan Masih Panjang
- Jangan Menambah Dosa
- Semua Milik Tuhan

### Colaboraciones
- Cinta Diundi (Besama Malyda)
- Kau dan Aku (Bersama Ronny Sianturi)
- Kusadari (Bersama Fariz RM & Malyda)

### Álbum lain
- 1989 - Album singel Nicky Astria, "Cinta Di Kota Tua" menyanyikan lagu "Aku Punya Cita Cita" duet bersama Achmad Albar.
- 1989 - Album Catatan Si Boy 3 lagu "Terserah Boy" karya Younky Soewarno & Deddy Dhukun.
- 1989 - Album Oddie Agam, "10 Best + 2" lagu "Antara Anyer Dan Jakarta".
- 1990 - Album Sophia Latjuba, "Semoga Kau Tahu" bersama Malyda menyanyikan lagu "CINTA DIUNDI" karya Arie Satyawan & Eppy Budaya.
- 1990 - Album Nourma Yunita, "Saleha" bersama Ikang Fawzi menyanyikan lagu "KEBERSAMAAN" karya Octav Sugess.
- 1990 - Album Hening, lagu "SUKA SUKA" karya Andi Mapajalos dan "APA LAGI" karya Ryan Kyoto & Wacha HS.

- Datos: Q5710784